# Ceratocanthus pauliani
Ceratocanthus pauliani is een keversoort uit de familie Hybosoridae. De wetenschappelijke naam van de soort is voor het eerst geldig gepubliceerd in 1998 door Delgado & Hernandez.